# Fábio Aguiar
Fábio Aguiar est un footballeur brésilien né le 28 février 1989 à Bom Jardim. Il évolue au poste de défenseur.

## Biographie
Il joue plus de 100 matchs en première division japonaise avec les clubs du Yokohama F·Marinos et du Gamba Osaka. Il participe avec ces deux équipes à la Ligue des champions d'Asie.